# Microdon simplex
Microdon simplex är en tvåvingeart som beskrevs av Tokuichi Shiraki 1930. Microdon simplex ingår i släktet myrblomflugor, och familjen blomflugor. Inga underarter finns listade i Catalogue of Life.